# 喜马拉雅蹄盖蕨
喜马拉雅蹄盖蕨（学名：Athyrium fimbriatum）为蹄盖蕨科蹄盖蕨属下的一个种。

## 扩展阅读
- 維基物種上的相關：喜马拉雅蹄盖蕨